# 北塬街道
北塬街道，是中华人民共和国宁夏回族自治区固原市原州区下辖的一个乡镇级行政单位。

## 行政区划
北塬街道下辖以下地区：
文化巷社区、东关北路社区、和平门社区、火车站社区、中山北街社区、北关路社区、北环路社区、城郊社区、和平社区、郭庄社区、东郊社区和什里社区。